# Ugo d'Amiens
Ugo di Boves (o Ugo d’Amiens (Hugo Ambianensis); ... – Rouen, 11 novembre 1164) è stato un arcivescovo e teologo francese, arcivescovo di Rouen.

## Biografia
Ugo proveniva dalla Casa di Boves, conti di Amiens, cui apparteneva il monaco cistercense Matteo di Albano.
Studiò alla scuola di Anselmo di Laon e divenne monaco a Cluny.  Nel 1115 fu nominato priore dell'Abbazia di San Marziale di Limoges e, nello stesso anno, anche priore di san Pancrazio a Lewes, in Inghilterra. Nel 1123 fu il primo abate dell'Abbazia di Reading, nella diocesi di Salisbury.

### Nomina ad arcivescovo
Durante un viaggio all'estero nel 1129, fu eletto arcivescovo di Rouen e consacrato vescovo il 14 settembre 1130 da Riccardo di Douvres, vescovo di Bayeux. In tale periodo, fece erigere l'abbazia maschile di san Martino d'Auchy ad Aumale. Ugo cercò invano di riportare sotto il proprio controllo gli abati della sua provincia ecclesiastica. Sostenne papa Innocenzo II contro Anacleto II, ospitò Innocenzo e Bernardo di Chiaravalle a Rouen dal 9 all'11 maggio 1131, raggiunse quest'ultimo nel Concilio di Reims che si tenne nello stesso anno e si concluse con la scomunica di Anacleto II, e gli consegnò delle lettere in cui il re d'Inghilterra riconosceva Anacleto come papa legittimo. Il 6 ottobre 1131 ottenne dal papa una bolla che confermava i possedimenti di Aumale e i castelli di Tosny e Ailly-sur-Somme.
Enrico I d'Inghilterra si schierò con gli abati ribelli nella lotta contro Ugo. Il re era irritato dal rifiuto dell'arcivescovo di Rouen di consacrare vescovo di Bayeux Riccardo († 1142), figlio naturale di Robert, primo conte di Gloucester, in ragione della sua nascita illegittima. La consacrazione ebbe luogo solamente nel 1135 a seguito di una specifica dispensa di Innocenzo II Ugo ritenne prudente recarsi al Concilio di Pisa del 1135 e rimanere in Italia nella veste di legato pontificio. Secondo una lettera conservata nella Historia Novella di Guglielmo di Malmesbury, nello stesso anno il mormorio della nobiltà e di Enrico I lo richiamarono in patria ad assistere il re sul letto di morte. L'anno seguente Ugo fece ritorno a Rouen.
Al tempo dell'Anarchia, tra il 1135 e il 1154, trascorse molto tempo in Inghilterra, sostenendo le posizioni di re Stefano. All'inizio del 1137, Stefano andò in Normandia dove non riuscì a catturare Robert, conte di Gloucester e fratellastro di Matilde. Fu grazie all'intervento di Ugo che la disputa tra il re e i vescovi sulla tenuta dei castelli fu risolta nel Concilio di Oxford del 1139, convocato da Enrico di Blois. Ugo riconciliò il conte di Gloucester con quello di Boulogne. Venuto a mancare l'appoggio reale agli abati della provincia, Ugo poté applicare la decisione del Concilio di Reims e chiedere un giuramento di fedeltà, davanti al quale fu posto Teobaldo di Bec, nuovo abate del Bec e futuro arcivescovo di Canterbury.

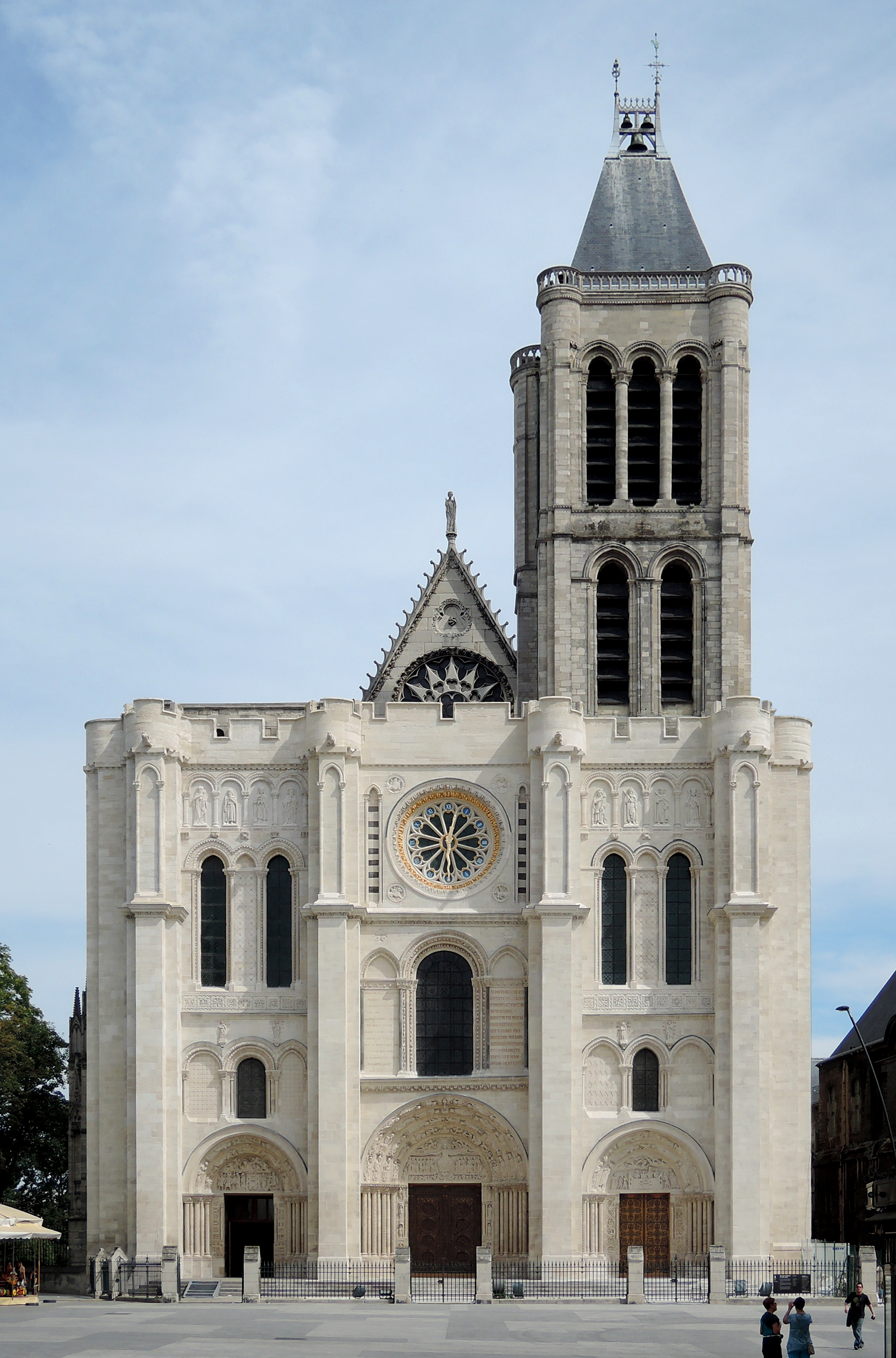
Facciata dell'abbazia di Saint-Denis

Ugo d'Amiens coltivò i legami di amicizia con Sugerio, abate di Saint-Denis, e partecipò attivamente alle cerimonie che ebbero luogo durante la costruzione della basilica di tale abbazia. Nel 1140 consacrò la chiesa abbaziale con i vescovi Pierre di Senlis ed Eudes di Beauvais e dedicò l'oratorio di Saint-Romain nel blocco della facciata. Nel 1144 assistette alla consacrazione dell'altare della Vergine nella cappella assiale dell'abbazia e partecipò all'apertura dei santuari dei martiri.
Durante il suo episcopato, Ugo favorì l'istituzione di nuovi ordini monastici: canonici regolari, templari, cistercensi e premostratensi. Per quanto riguarda le proprietà preesistenti, si limitò a confermare lo status quo al fine di placare i conflitti che si sarebbero potuti instaurare al riguardo.
Nel 1147, prese parte alla controversia teologica con Gilberto Porretano. Nel 1150, iniziò a regnare in Normandia Enrico, futuro re Enrico II, figlio di Goffredo Plantageneto, nel quale Ugo trovò un fervente difensore.
Fu autore di un Contra Haereses dedicato al cardinale Alberico di Ostia.

### Morte e sepoltura

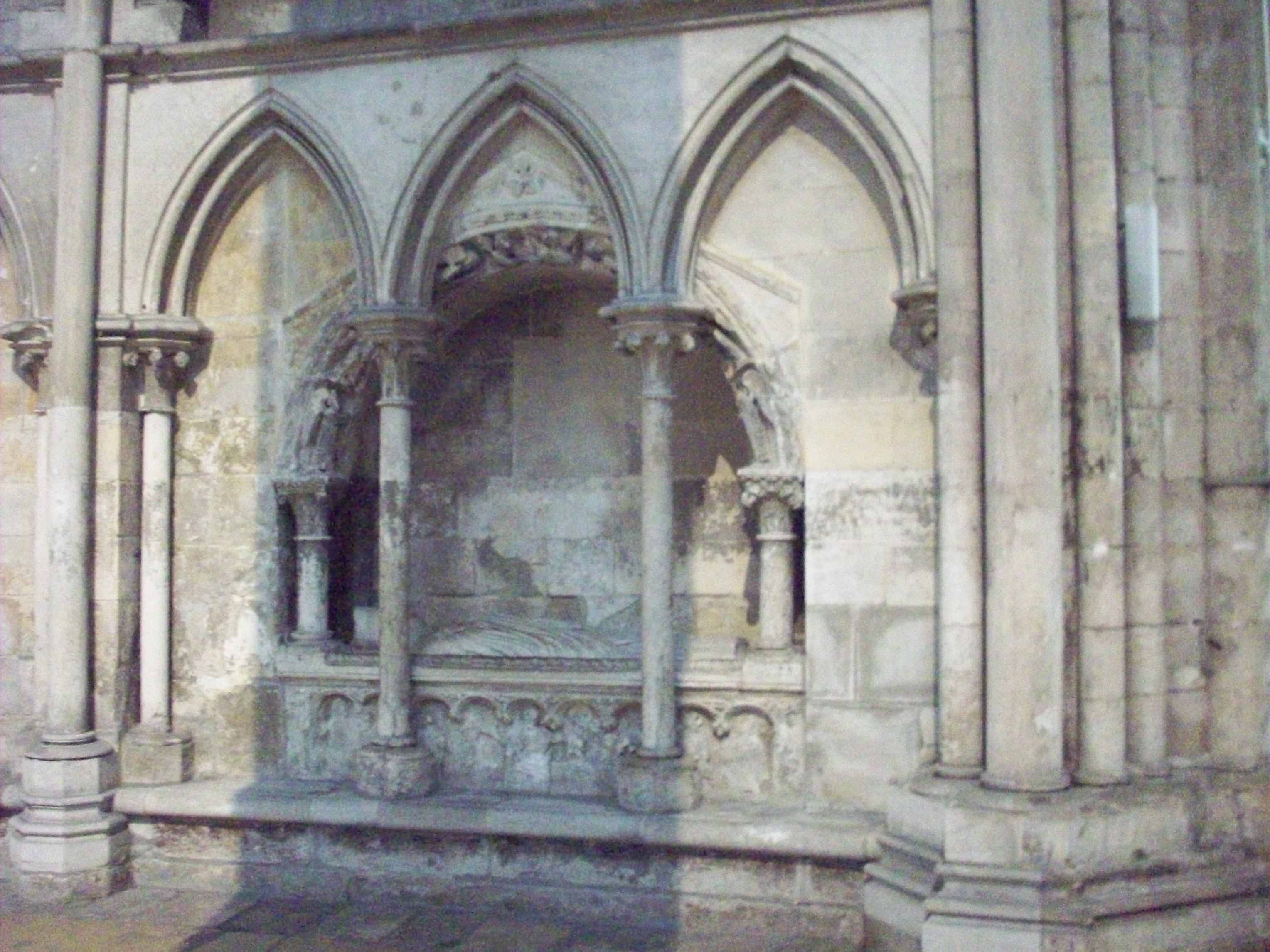
Tomba di Ugo d'Amiens

Ugo d'Amiens si spense l'11 novembre 1164 e fu sepolto nella Cattedrale di Notre-Dame a Rouen, dove si trova un epitaffio composto da Arnaldo di Lisieux.
In un primo tempo, la sua tomba fu collocata probabilmente nella prima cappella a nord del coro, la cappella dei santi Pietro e Paolo della cattedrale romanica, che fu in seguito smantellata. Successivamente, fu posta dietro le arcate della base del deambulatorio, sul lato nord della cappella della Vergine, che fungevano da luogo di sepoltura dell'arcivescovo Maurizio († 1235). La nuova collocazione fu identificata solamente nel 1912 dall'archeologo e incisore francese Maurice Allinne.
Il piedistallo di sostegno è decorato con arcate che ospitano una serie di figure in posizione seduta. Originariamente addossato al muro e visibile su tre lati, il suo inserimento all'interno del muro ha fatto scomparire i quattro personaggi scolpiti sulle parti laterali, motivo per cui è oggi visibile solo la figura di Cristo al centro circondato da otto apostoli. La figura coricata è rappresentata con le braccia conserte, mentre tiene nella mano destra il pastorale. Vestito con paramenti liturgici, è adornato con la sua mitra, ornata di strisce che lasciano visibili i capelli sulle orecchie.  Indossa i guanti e l'anello pastorale al dito medio della mano destra. È ricoperto da un pallio da cui sporgono la casula e il camice.
Poggia sotto un arco a sella, sorretto da quattro colonnine. Il porticato, decorato con un fregio cesellato che mostra tracce di policromia, è completato da sei angeli con al centro due di essi che portano l'anima del defunto rappresentata da un bambino nudo avvolto in un sudario.
In stile romanico, è la più antica statua della cattedrale scolpita in posizione sdraiata ad essere pervenuta fino all'età moderna..

## Genealogia episcopale e successione apostolica
La genealogia episcopale è:
- Vescovo Riccardo di Douvres
- Arcivescovo Ugo d'Amiens, O.S.B.

La successione apostolica è:
- Vescovo Richard de Beaufou (1135)
- Arcivescovo Rotrou di Warwick (1139)
- Vescovo Arnolfo di Lisieux (1141)
- Vescovo Christian (1154)

## Opere
- Dialogi de Summo Bono, sette libri di dialoghi, di cui sei furono composti quando si trova a Reading, mentre durante la permanenza Rouen furono rivisti e fu aggiunto il settimo.
- De Heresibus sui Temporis, tre libri sulla Chiesa e i suoi ministri, contro alcune eresie che si diffondevano in Bretagna. Sono dedicati al cardinale Alberigo d'Ostia e furono redatti nel 1147.[12]..
- In Laudem Memoriæ e De Fide Catholica et Oratione Dominica.
- De Creatione Rerum o Hexameron. Il manoscritto di quest'opera fu trasferito da Le Clairvaux alla biblioteca di Troyes (f. 423).
- Vita Sancti Adjutoris, monaco adiutore di Vernon.